# Eurya dielsiana
Eurya dielsiana är en tvåhjärtbladig växtart som beskrevs av Clarence Emmeren Kobuski. Eurya dielsiana ingår i släktet Eurya och familjen Pentaphylacaceae. Inga underarter finns listade i Catalogue of Life.